# خوان أورينا
خوان أورينا (بالإسبانية: Juan Ureña)‏ هو لاعب كرة قدم إسباني في مركز الدفاع، ولد في 13 ديسمبر 1967 في مونتيلا في إسبانيا. لعب مع ريال بيتيس.

## وصلات خارجية
- خوان أورينا على موقع قاعدة بيانات كرة القدم.إي يو (الإنجليزية)
- خوان أورينا على موقع عالم كرة القدم.نت (الإنجليزية)